# Bernhard Lehmann
Pour les articles homonymes, voir Lehmann.
Bernhard Lehmann, né le 11 novembre 1948 à Großräschen, est un bobeur est-allemand.

## Carrière
Bernhard Lehmann participe à trois Jeux olympiques, accédant à chaque fois au podium. En 1976 à Innsbruck, il est sacré champion olympique en bob à quatre avec Jochen Babock, Meinhard Nehmer et Bernhard Germeshausen. Aux Jeux olympiques de 1984 à Sarajevo, il est médaillé d'argent de bob à deux avec Bogdan Musiol ainsi qu'en bob à quatre avec Bogdan Musiol, Ingo Voge et Eberhard Weise. En 1988 à Calgary, il est médaillé de bronze en bob à deux avec Mario Hoyer.

## Palmarès

### Jeux Olympiques
- : médaillé d'or en bob à 2 aux JO 1976.
- : médaillé d'argent en bob à 2 aux JO 1984.
- : médaillé d'argent en bob à 4 aux JO 1984.
- : médaillé de bronze en bob à 2 aux JO 1988.

### Championnats monde
- : médaillé d'or en bob à 4 aux championnats monde de 1985.
- : médaillé d'argent en bob à 4 aux championnats monde de 1982.